# Jessica Alexander
Jessica Caroline Alexander (Westminster, Londres, Inglaterra, 19 de junio de 1999) es una actriz y modelo británica. Se hizo conocida gracias a su trabajo en la serie Get Even (2020) de BBC iPlayer y Netflix. Ha protagonizado las películas Glasshouse (2021) y A Banquet (2021). Interpretó a Vanessa en la adaptación de acción en vivo del clásico de Disney, La Sirenita (2023).

## Primeros años
Jessica Alexander creció en Richmond, Londres, y tiene una hermana menor, Sophie. Asistió al Putney High School y se graduó en el año 2017.

## Carrera
Alexander audicionó por primera vez para una película a los 14 años. Protagonizó dos cortometrajes independientes, Venice 70: Future Reloaded (2013) y Truck (2016), antes de hacer su debut televisivo en el drama adolescente italiano de Disney Channel llamado Penny en M.A.R.S. de 2018, donde interpretó a Lucy Carpenter, la antagonista de las dos primeras series. Ese mismo año, la compañía Select Model Management la descubrió. También firmó con la agencia de talentos Next Management. En el 2020, obtuvo reconocimiento por su papel de Olivia Hayes en la serie de suspenso para adolescentes de iPlayer Get Even.
En 2021, Alexander interpretó a Bee en el thriller distópico sudafricano Glasshouse, dirigido por Kelsey Egan, a quien Alexander había conocido a través de un proyecto anterior. Posteriormente interpretó a Betsey en la película de terror británica A Banquet.
En marzo de 2021, se anunció que Alexander se uniría al elenco de la adaptación cinematográfica de acción real de 2023 de La Sirenita de Disney. En 2022 apareció en la película de suspenso Into the Deep.

## Vida personal
Alexander ha reconocido públicamente su bisexualidad y siempre se ha mostrado activa en la promoción de conciencia sobre los problemas relacionados con las personas de la Comunidad LGBTQ, además de combatir el racismo.

## Filmografía

### Cine
| Año  | Título        | Rol     | Director(a)  |
| ---- | ------------- | ------- | ------------ |
| 2021 | Glasshouse    | Bee     | Kelsey Egan  |
| 2021 | A Banquet     | Betsey  | Ruth Paxton  |
| 2022 | Into the Deep | Lexie   | Kate Cox     |
| 2023 | La Sirenita   | Vanessa | Rob Marshall |

### Televisión
| Año  | Título            | Rol            | Notas                       |
| ---- | ----------------- | -------------- | --------------------------- |
| 2018 | Penny en M.A.R.S. | Lucy Carpenter | Rol principal, 25 episodios |
| 2020 | Get Even          | Olivia Hayes   | Rol principal, 10 episodios |
| 2023 | Fallen            | Lucinda Price  | Protagonista, 8 episodios   |

### Cortometrajes
- 2013: Venice 70: Future Reloaded
- 2016: Truck
- 2021: Birthday